# Jules III
Giammaria Ciocchi del Monte, né le 10 septembre 1487 à Rome et mort le 23 mars 1555 dans la même ville, est le 221e pape de l’Église catholique, élu le 8 février 1550 sous le nom de Jules III (en latin : Iulius III, en italien : Giulio III) et règne jusqu'à sa mort.

## Jeunesse
Giammaria Ciocchi del Monte est le fils d'un juriste romain ; il étudie le droit à Pérouse et à Sienne et la théologie auprès du dominicain Ambrosius Catharinus. En 1512, il succède à son oncle, Antonio del Monte, comme archevêque de Siponto (Manfredonia) et en 1520 comme évêque de Pavie, retenant pourtant l'administration de Siponto.

## Cardinal
Plus tard, il devient vice-légat de Pérouse et, sous Clément VII, est deux fois nommé préfet de Rome. Après le sac de Rome de 1527, il figure parmi les otages donnés par Clément VII aux Impériaux et aurait été tué par les lansquenets impériaux à Campo di Fiori, s'il n'avait pas été libéré en secret par le cardinal Pompeo Colonna. En 1534, il devient légat de Bologne en Romagne, de Parme et de Plaisance. Le pape Paul III le crée cardinal-prêtre des SS. Vitalis, Gervais et Protais le 22 décembre 1536 et l'élève à la dignité de cardinal-évêque chargé du diocèse de Palestrina le 5 octobre 1543. En 1542, on lui confie le travail préparatoire à la convocation du concile de Trente et lors d'un consistoire tenu le 6 février 1545, il est nommé le premier président du concile. En cette qualité il ouvre le concile à Trente le 13 décembre avec un bref discours solennel (cf. Ehses, Concilium Tridentinum, IV, Freibourg im Br., 1904, p. 516). Au concile il représente les intérêts pontificaux contre l'empereur Charles-Quint, avec qui il entre en conflit à différentes occasions, surtout quand le 26 mars 1547, il transfère le Concile à Bologne.

## Pontificat
Après la mort de Paul III, le 10 novembre 1549, les 48 cardinaux présents à Rome entrent en conclave le 29 novembre. Ils sont divisés en trois factions dont aucune n'a la majorité : les Impériaux, les Français et les partisans de Farnèse. Les amis de Farnèse s'unissent avec le parti Impérial et proposent comme candidats Reginald Pole et Juan de Toledo. Le parti français les rejette tous deux et, bien que minoritaire, est assez fort pour empêcher l'élection de tout autre candidat. Les partisans de Farnèse et du parti français passent finalement un compromis et s'entendent sur le nom du cardinal del Monte, qui est élu en bonne et due forme le 8 février 1550, après un conclave de dix semaines, bien que l'empereur l'ait expressément exclu de la liste des candidats. Le nouveau pape prend le nom de Jules III. Obéissant aux promesses faites pendant le conclave, il restitue Parme à Octave Farnèse quelques jours après son élection. Mais quand Farnèse s'allie à la France contre l'empereur, Jules III, allié lui-même avec l'empereur, déclare Farnèse privé de son fief et envoie des troupes sous les ordres de son neveu Giambattista del Monte pour prendre Parme de concert avec le duc Gonzague de Milan. Dans une bulle datée du 13 novembre 1550 il ramène le concile de Bologne à Trente et ordonne qu'on y reprenne les séances le 1er mai 1551, mais il est contraint de le suspendre de nouveau le 15 avril 1552, parce que les évêques français ne veulent pas y participer et, pour échapper à ses ennemis, l'empereur doit fuir d'Innsbruck. Le succès des armées françaises en Italie du Nord contraint Jules III, le 29 avril 1552, à conclure avec la France une trêve, dans laquelle il est stipulé que Farnèse resterait tranquillement en possession de Parme pendant deux ans.
Découragé par son échec en tant qu'allié de Charles Quint, le pape s'abstient désormais de se mêler des affaires politiques de l'Italie. Il se retire à son luxueux palais, la Villa Giulia, qu'il a fait construire à la Porta del Popolo. C'est là qu'il passe la plupart de son temps dans l'aisance et le confort, faisant de temps en temps un effort timide pour réformer l'Église en réunissant des commissions de cardinaux pour proposer des réformes. Il soutient ardemment l'Ordre des Jésuites qui prend son essor et, sur les instances d'Ignace de Loyola, publie, le 31 août 1552, la bulle qui fonde le Collegium Germanicum et lui accorde une subvention annuelle. Pendant son pontificat, le catholicisme est provisoirement rétabli en Angleterre par la reine Marie, qui a succédé à Édouard VI sur le trône en 1553. Il envoie le cardinal Reginald Pole comme légat en Angleterre des pouvoirs étendus qu'il devait utiliser à sa discrétion pour favoriser la restauration catholique. En février 1555, une ambassade est envoyée par le Parlement anglais à Jules III pour l'informer de sa soumission sans réserve à la suprématie pontificale, mais l'ambassade est encore en voyage quand le pape meurt. Peu de temps avant sa mort, Jules III envoie le cardinal Morone pour représenter les intérêts du catholicisme à la Paix religieuse d'Augsbourg.
Au début de son pontificat Jules III désire sérieusement provoquer une réforme dans l'Église et dans cette intention il rouvre le Concile de Trente. Si ce dernier est de nouveau suspendu, c'est la faute des circonstances. Son inactivité pendant les trois dernières années de son pontificat peut avoir été causée par les crises fréquentes et sévères de la goutte qui le tourmente. La grande faute de son pontificat est le népotisme. Peu de temps après son accession au trône, il accorde la pourpre à son favori, Innocenzo Ciocchi del Monte, un jeune garçon de dix-sept ans qu'il a ramassé dans les rues de Parme quelques années plus tôt et qu'il a fait adopter par son frère, Baudouin. Un tel acte est le prétexte de quelques rumeurs venimeuses concernant la relation entre le pape et Innocenzo qui est élevé au cardinalat à l'âge de dix-sept ans. Les deux reposent d'ailleurs dans le même sépulcre. Jules se montre aussi extrêmement généreux dans l'attribution à ses parents de dignités ecclésiastiques et de bénéfices.
Il fait brûler à Rome et à Venise le Talmud dont un juif converti, Salomone Romano, lui a dénoncé le contenu comme antichrétien. Dans sa lettre apostolique Contra Hebraeos retinentes libros Thalmudi du 29 mai 1554, il ordonne que soient brûlés les livres juifs où se trouvaient des citations mentionnant ignominieusement le nom de Jésus Christ.
Enfin, c'est sous son pontificat qu'a lieu la controverse de Valladolid entre 1550 et 1551.